# Georg Ritter von Schönerer
Georg Ritter von Schönerer (né le 17 juillet 1842 à Vienne et mort le 14 août 1921 au château de Rosenau à Zwettl) était un propriétaire et homme politique autrichien actif à la fin du XIXe siècle et au début du XXe siècle. L'un des principaux représentants du mouvement völkisch, de l'anticléricalisme et de l'antisémitisme, sa politique était un modèle pour le jeune Hitler.

## Biographie
Fils de l'ingénieur ferroviaire Mathias Schönerer (1807–1881) anobli par l'empereur François-Joseph Ier en 1860, il mène depuis 1861 des études sur l'agronomie à l'université de Tübingen puis à Hohenheim et à Magyaróvár. À partir de 1869, il gérait le manoir de sa famille à Rosenau près de Zwettl en Basse-Autriche.
En tant que membre du Parti progressiste allemand (Deutsche Fortschrittspartei), il est élu à la Chambre des députés du Reichsrat d'Autriche en 1873 où il se situe alors à gauche de l'échiquier politique, et ce sur une base essentiellement anticléricale et impériale. En 1876, il a quitté le parti pour se tourner vers le mouvement nationaliste et pangermaniste (alldeutsch). De 1878 à 1883, il fut également membre du Landtag de Basse-Autriche.
Il participe à la constitution de plusieurs organisations politiques, souvent subséquemment interdites. Avec Victor Adler, Robert Pattai, Heinrich Friedjung, et Engelbert Pernerstorfer, il rédige le «  programme de Linz » de 1882, document de principe d'inspiration sociale (instauration d'une sécurité sociale, retraite, impôt sur le revenu, impôt sur la fortune, nationalisation des chemins de fer et assurances) ; mais aussi nationaliste-pangermaniste (préservation du caractère germanique, liens spéciaux avec l'Allemagne), tout en préservant des éléments d'inspiration libérale (suffrage universel, liberté de la presse).
Ceci lui vaudra un succès d'estime aux élections de 1885, mais son antisémitisme virulent fait que nombre  de ses compagnons de route le quittent : Victor Adler  fondera le Parti social-démocrate d'Autriche en 1889, il sera rejoint par Pernerstorfer tandis que Pattai rejoindra le Parti chrétien-social de son rival Karl Lueger. 
Schönerer développe un antisémitisme qui ira crescendo, notamment après la mort de son père, le 30 octobre 1881. Il fait ajouter en 1885 une clause au programme de Linz appelant au bannissement des Juifs de la vie publique et théorise un antisémitisme de manière radicale. En mars 1888, une foule de nationalistes menée par Schönerer a pénétré dans les locaux de la rédaction du Neues Wiener Tagblatt journal édité par Moritz Szeps.
En 1886, l'expiration de la concession du chemin de fer connectant Vienne a la Bohême, la Nordbahn, alors attribué au Credit Anstalt contrôlé par Albert Salomon Anselm von Rothschild, est l'occasion pour Schönerer de dénoncer "l'influence juive mettant les profits devant l’intérêt général" . Il présente une pétition réunissant 33 896 signatures demandant la nationalisation du chemin de fer. 
De 1897 à 1907, il était encore une fois membre de la Chambre des députés, mais en fin de compte il n'a joué alors plus un grand rôle. Son mouvement ne devient pas un mouvement de masse mais son idéologie est considérée comme ayant grandement influencé la pensée d'Adolf Hitler qui le cite dans Mein Kampf, ainsi que le Parti nazi.